# إليز ستيفنسون
إليز ستيفنسون (بالإنجليزية: Elise Stevenson)‏ هي مغنية أمريكية، ولدت في 9 فبراير 1878، وتوفيت في 18 نوفمبر 1967.